# Taman Jaya (Cikulur)
Taman Jaya is een bestuurslaag in het regentschap Lebak van de provincie Banten, Indonesië. Taman Jaya telt 2549 inwoners (volkstelling 2010).